# Comuna Botoșești-Paia, Dolj
Botoșești-Paia este o comună în județul Dolj, Oltenia, România, formată numai din satul de reședință cu același nume.

## Demografie
Componența etnică a comunei Botoșești-Paia
     Români (90,77%)
     Alte etnii (0%)
     Necunoscută (9,23%)
Componența confesională a comunei Botoșești-Paia
     Ortodocși (90,6%)
     Alte religii (0%)
     Necunoscută (9,4%)
Conform recensământului efectuat în 2021, populația comunei Botoșești-Paia se ridică la 585 de locuitori, în scădere față de recensământul anterior din 2011, când fuseseră înregistrați 809 locuitori. Majoritatea locuitorilor sunt români (90,77%), iar pentru 9,23% nu se cunoaște apartenența etnică. Din punct de vedere confesional, majoritatea locuitorilor sunt ortodocși (90,6%), iar pentru 9,4% nu se cunoaște apartenența confesională.

## Politică și administrație
Comuna Botoșești-Paia este administrată de un primar și un consiliu local compus din 9 consilieri. Primarul, Alexandru Opran[*], de la Partidul Social Democrat, este în funcție din octombrie 2020. Începând cu alegerile locale din 2024, consiliul local are următoarea componență pe partide politice:
|  | Partid                          | Consilieri | Componența Consiliului | Componența Consiliului | Componența Consiliului | Componența Consiliului |
|  | ------------------------------- | ---------- | ---------------------- | ---------------------- | ---------------------- | ---------------------- |
|  | Partidul Social Democrat        | 4          |                        |                        |                        |                        |
|  | Partidul Național Liberal       | 2          |                        |                        |                        |                        |
|  | Alianța pentru Unirea Românilor | 2          |                        |                        |                        |                        |
|  | Uniunea Salvați România         | 1          |                        |                        |                        |                        |